# 엘렉트리오네
그리스 신화에서 엘렉트리오네 또는 엘렉트리오 또는 알렉트로나 (도리아 형태)는 헬리오스와, 헬리아다이의 여동생 로드 사이의 딸이다. 그녀는 처녀로 죽어 로도스섬에서 영웅으로 숭배되었다.